# 斑點長翻車魨
斑點長翻車魨（学名：Ranzania laevis），又名翻車魚、蜇魴、蜇魚、海蟲、曼波，为輻鰭魚綱魨形目四齒魨亞目翻車魨科長翻車魨屬下的一个种，為亞熱帶海水魚，分布於全球三大洋，棲息深度1-140公尺，體長可達100公分，棲息在大洋區，通常單獨活動，以浮游性甲殼類為食，生活習性不明。